# Seznam hadích rekordů
Tento seznam hadích rekordů zahrnuje údaje vycházejí z dostupné literatury a zdrojů, v některých případech ovšem byly jinými autory zpochybněny.

## Velikost a hmotnost

### Nejmenší had
Dříve byl za nejmenšího považován zemní hádek Leptotyphlops bilineata patřící do čeledi slepanovitých, který se vyskytuje pouze na ostrově Sv. Lucie, na Martiniku a Barbadosu. Tento minihad, který má zakrnělé oči a růžovou barvu pokožky, připomíná více žížalu, než hada. Zdá se, že jeho maximální délka jen zřídka přesáhne 10 cm. Od roku 2008 se jako nejmenší had uvádí Tetracheilostoma (Leptotyphlops) carlae, který se vyskytuje na Barbadosu. Většinou měří do 10 cm (největší kus měřil 10,4 cm) a váží okolo 0,6 gramu.

### Nejdelší had

#### Současnost

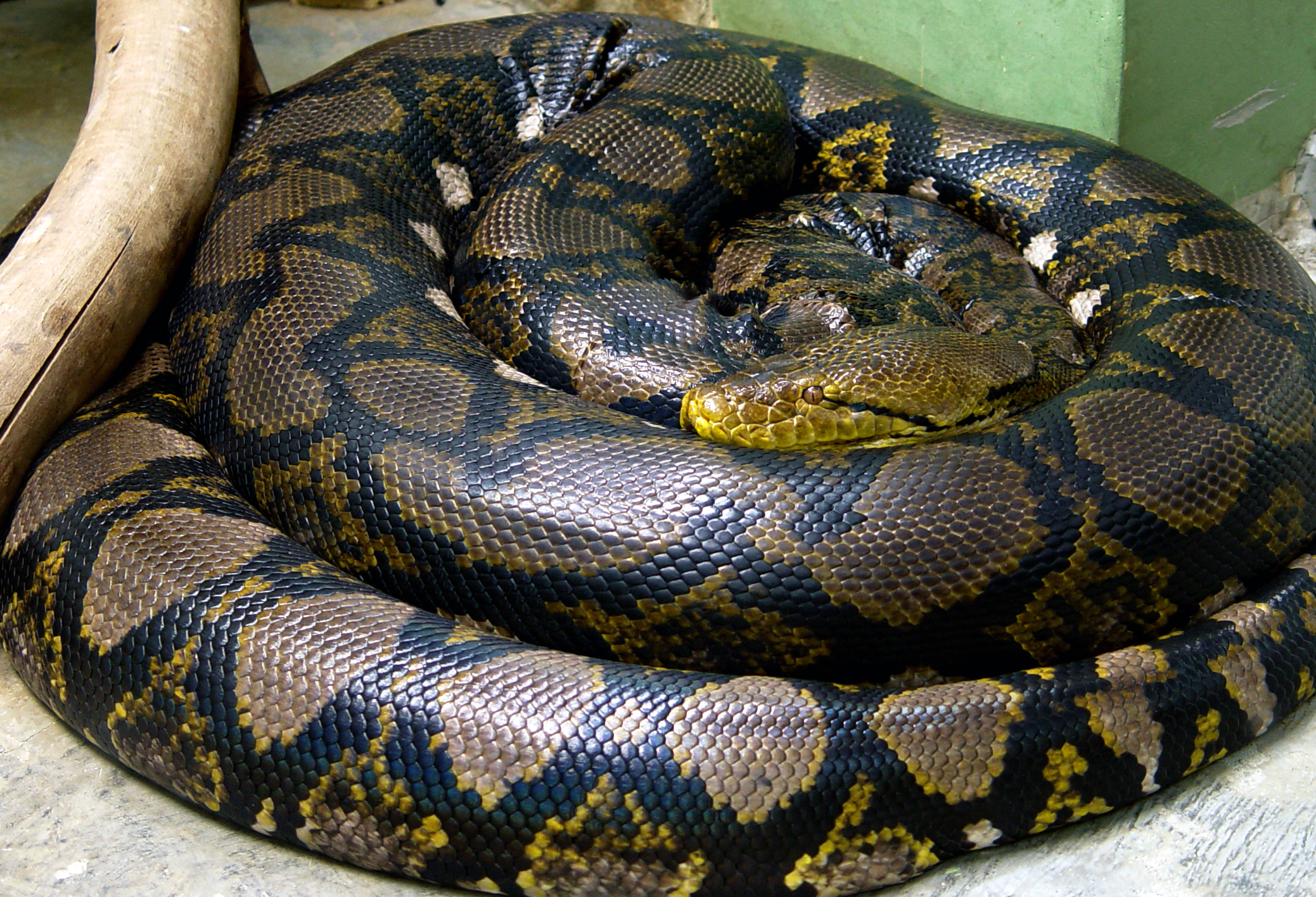
Krajta mřížkovaná, zřejmě nejdelší druh hada

Rekordní délka zatím největšího hada uloveného v přírodě je 9,76 m. Drží ho krajta mřížkovaná (Python reticulatus), zabitá v roce 1912 na ostrově Celebes. Pro nedostatek důvěryhodných zdrojů není však tento rekord mnoha autoritami oficiálně uznáván. Nejdelším hadem chovaným v zajetí je opět krajta mřížkovaná. V zoo v Pittsburghu chovali hada jménem „Colossus“, který dosáhl délky 9,15 m. V posledních letech byl ovšem i tento rekord zpochybňován a Guinnessova kniha rekordů uvádí jako nejdelšího jedince chovaného v zajetí hada jménem Medusa z Missouri o délce 7,67 m. Zoologická společnost v New Yorku vypsala začátkem 20. století odměnu, jenž postupně vyrostla až na 50 000 dolarů, tomu, kdo přinese hada delšího než 30 stop, tedy než 9,14 m. Dodnes se o tuto sumu nikdo nepřihlásil.
Krajta mřížkovaná, krajta tmavá, krajta písmenková, krajta ametystová a anakonda velká jsou většinou autorit označovány za nejdelší hady světa, přičemž je těžké určit, který druh vlastně drží oficiální prvenství.

#### Historicky

Srovnání velikosti současných a vymřelých velkých hadů a člověka

Za rekordní druh, pokud jde o délku, byl donedávna považován Titanoboa cerrejonensis, jehož zkamenělina byla objevena v roce 2009 v Kolumbii. Žil v paleocénu a dorůstal 13-14 metrů, hmotnost mohl mít až přes tunu. V současné době již je jeho prvenství značně nejisté, vážným konkurentem se mu stal Vasuki indicus, jehož fosílie byly objeveny v Indii.

### Nejdelší jedovatý had
Nejdelším jedovatým hadem je kobra královská (Ophiophagus hannah) z Jihovýchodní Asie. V roce 1930 exemplář chovaný v Londýnské zoo dosáhl velikosti 5,71 m při hmotnosti téměř 12 kg. Druhý nejdelší jedovatý had je mamba černá (Dendroaspis polylepis), která dorůstá až 4,5 metru (ač v průměru je to 2 až 3 m). Dříve uváděný taipan velký (Oxyuranus scutellatus) s délkou přes 4 metry ve skutečnosti dosahuje v průměru jen okolo dvou, zřídka do 2,5 metru. Maximální oficiálně ověřená délka taipana byla 276 cm, neoficiální zdroje uvádějí až přes tři metry.

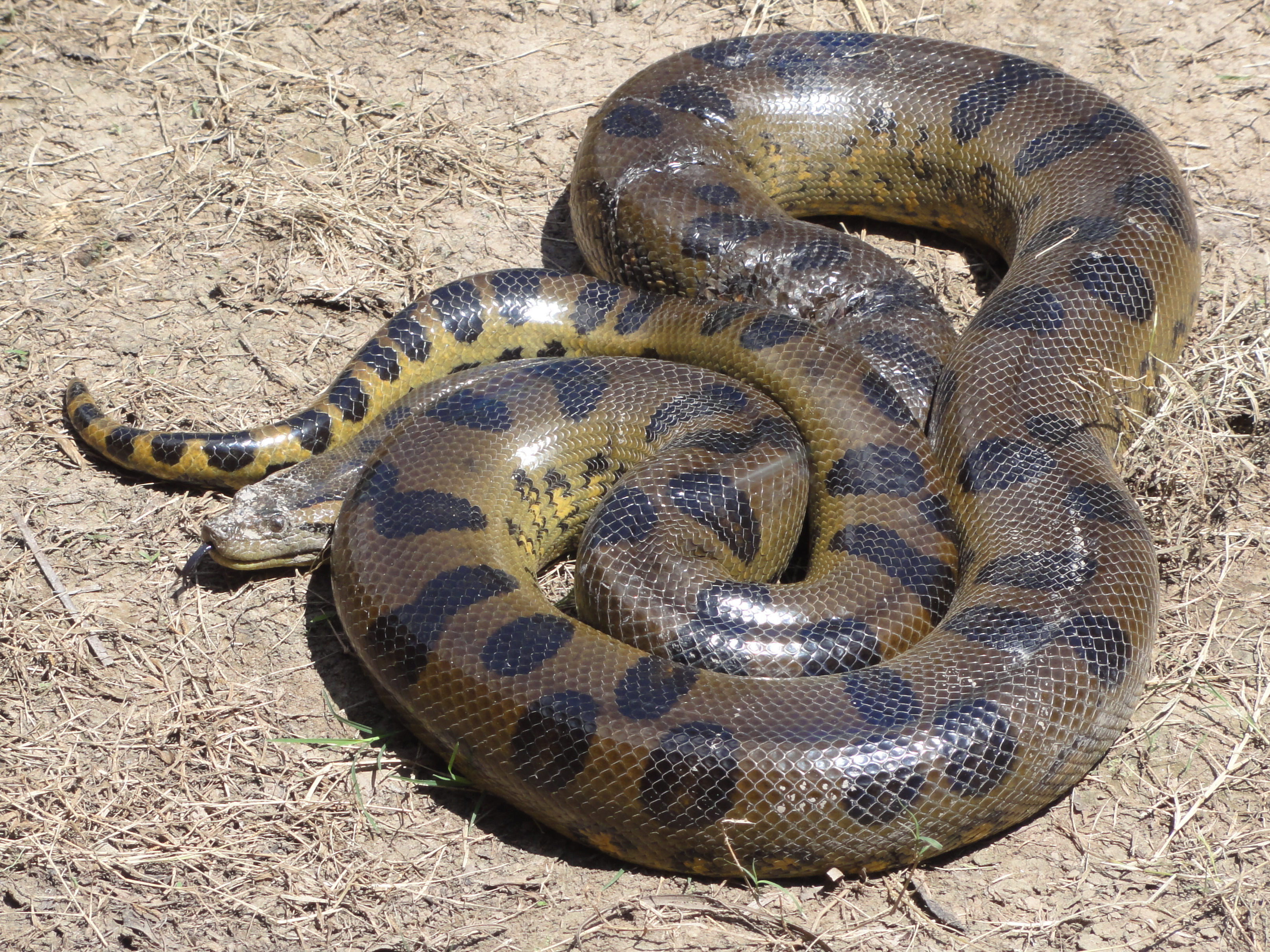
Anakonda velká

### Nejtěžší had
Nejtěžším z dosud se vyskytujících hadů je anakonda velká (Eunectes murinus), žijící v Jižní Americe a na Trinidadu. Vzhledem k mohutnosti svého těla v tomto ohledu překonává i krajtu mřížkovanou, ačkoliv je menší. U zatím největšího doloženého exempláře o délce 8,5 m byla váha odhadnuta na 500 liber (227 kg).
Fosílie ovšem dokládají, že minulosti žili na zemi hadi, jejichž hmotnost mohla přesáhnout i jednu tunu (Titanoboa cerrejonensis, Vasuki indicus)

### Nejtěžší jedovatý had
Za nejtěžšího jedovatého hada je považován chřestýš diamantový (Crotalus adamanteus), který při zhruba 2,5 metrové délce může dosáhnout až 13 kg.

### Nejdelší chřestýšovitý had

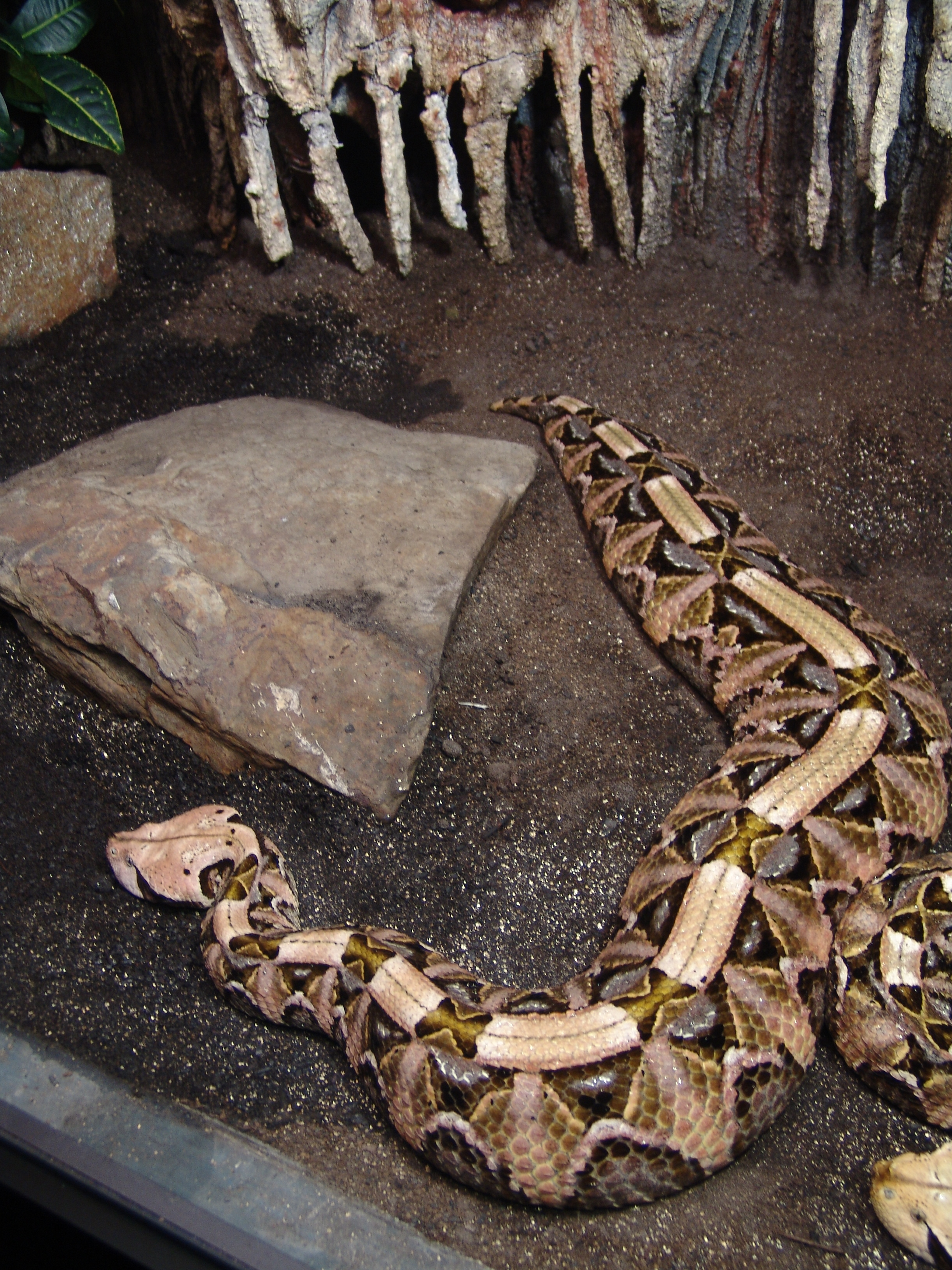
Zmije gabunská

Se svými až 360 cm je nejdelším chřestýšovitým hadem americký křovinář němý (Lachesis muta), který má ještě jeden primát. Je to jediný chřestýš na světě, který není živorodý, ale klade vejce. Obývá vlhčí pralesy a žije pozemním způsobem.

### Nejmohutnější zmijovitý had
Nejmohutnějším zmijovitým hadem nejenom Afriky, ale prakticky celého světa je bezesporu zmije gabunská (Bitis gabonica). Dorůstá až přes dva metry a může být silnější než lidské stehno. Současně má i nejdelší zuby mezi hady, které mohou být dlouhé až 5 cm.

## Stáří

### Vývojově nejstarší hadi
Mezi vývojově nejstarší a nejprimitivnější hady na planetě patří zástupci slepanovitých (Leptotyphlopidae), slepákovitých (Typhlopidae), vinejšovitých (Cylindropheidae) a dá se říci ještě hroznýšovitých (Boidae) a krajtovitých (Pythonidae). U některých druhů je tento fakt podpořen patrnými malými drápky v oblasti ocasu, což jsou pozůstatky po ještěřích předcích.

### Nejstarší známý had
Nejstarší známý had byl Eophis, jenž byl objeven roku 2015 a žil před 167 miliony let v jižní Anglii. V témže roce byli nalezeni ještě tři další hadi z velmi dávné doby, nicméně Eophis zůstává nejstarším. Tyto nálezy posunuly vznik hadů o sto milionů let do minulosti, až do období střední jury. Předtím byl za nejstarší pozemní druh považován Lapparentophis defrennei, který žil na území dnešní severní Afriky před 100–150 miliony let. Další rekord drží mořský druh hada Simoliophis, který se objevil přibližně před 100 miliony let a obýval mořské dno v okolí Evropy a severní Afriky. Další nálezy pocházejí z Izraele, jedná se o druhy Pachyrhachis a Haasiophis, jež byly vybaveny zakrnělýma nohama, ale podle výzkumů už patří mezi nejstarší známé hady. Žili před 95 miliony let. Poté je vývojová řada přerušena a další nálezy pocházejí až z doby mnohem pozdější, přibližně před 65 miliony let.

### Vývojově nejmladší hadi
Naopak evolučně nejmladší jsou zmijovití (Viperidae), mezi které patří i chřestýši (Crotalinae). Zmijovité najdeme téměř na všech světadílech kromě Austrálie, což svědčí o tom, že se vyvinuli až po jejím oddělení od ostatních kontinentů.

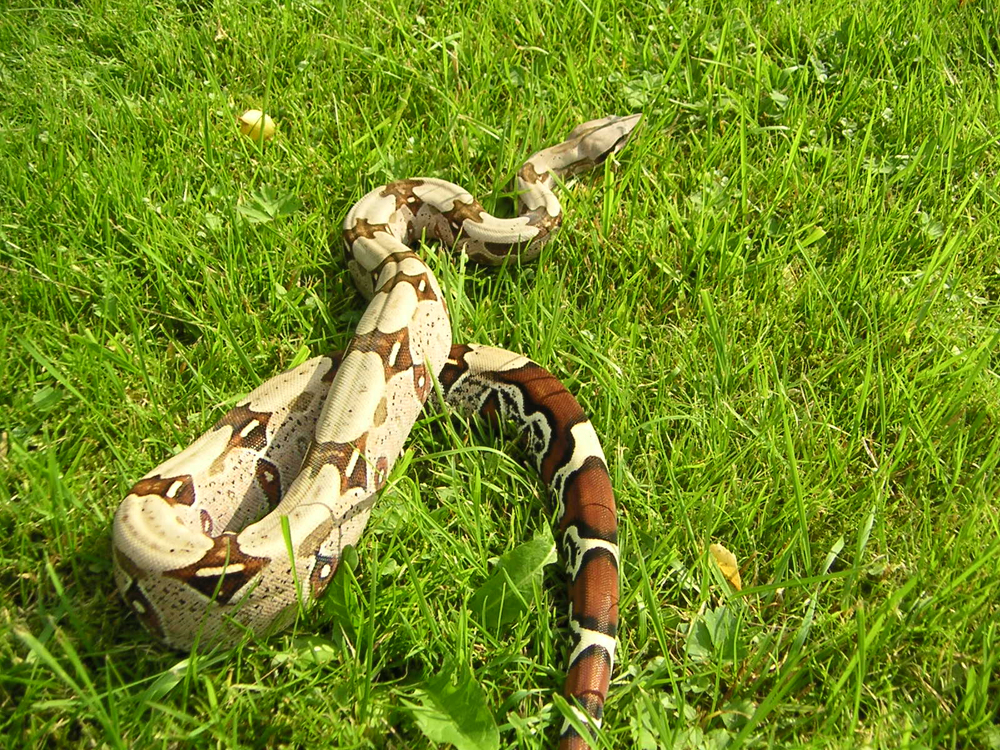
Hroznýš královský

### Nejstarší had
Délka života u hadů se různí druh od druhu. Přesto se dá říci, že hadi jako takoví jsou poměrně dlouhověcí. Chřestýši se v zajetí dožívají průměrně 10–15 let, užovka červená (Pantherophis guttatus) se dožila 21 let. Nejstarším hadem ve volné přírodě je také užovka, druh Pantherophis obsoletus (užovka černá), dožívající se až 30 let. Velcí hadi se v zajetí, kde mají ideální podmínky, dožívají až několika desítek let. Samec běžného druhu hroznýš královský (Boa constrictor), nazývaný „Popeye“ („Pepek“), uhynul v roce 1977 ve věku 40 let, 3 měsíce a 14 dní v zoo Philadelphia v USA.

### Největší pravěký had
Je jím obří Titanoboa cerrejonensis, žijící v období třetihorního paleocénu (asi před 60 miliony let) v jihoamerické Kolumbii. Tento ohromný had dosahoval dle odhadů paleontologů délku asi 12 až 15 metrů a hmotnost přes jednu tunu. Je tak největším dosud známým hadem vůbec.

## Ostatní rekordy

### Nejvzácnější hroznýšovitý had
Nejvzácnějším hroznýšovitým hadem je podle IUCN psohlavec Cropaniův (Corallus cropanii). Do dnešních dnů jsou známy pouhé čtyři exempláře, ulovené nedaleko Sao Paula.

### Nejjedovatější hadi
Nejjedovatějším hadem světa je australský taipan menší – Inland Taipan (Oxyuranus microlepidotus). Jeho index jedovatosti LD50s je 0,025 mg/kg. Jed z jeho uštknutí by dokázal zabít 100 lidí a nebo 250 tisíc myší. Jeho uštknutí by teoreticky mohlo zabít člověka už za 40 sekund. Žije v Austrálii v řídce obydlených oblastech jihozápadního Queenslandu, smrtelný útok na člověka není znám. Druhým nejjedovatějším suchozemským hadem je pakobra východní – Eastern Brown Snake (Pseudonaja textilis), had žijící po celé Austrálii, již člověku významně nebezpečný s občasnými oběťmi. Další je taipan velký – Coastal Taipan (Oxyuranus scutellatus) označovaný často jen Taipan je již čtyřikrát méně jedovatý než taipan menší, nicméně disponuje větším množstvím jedu.

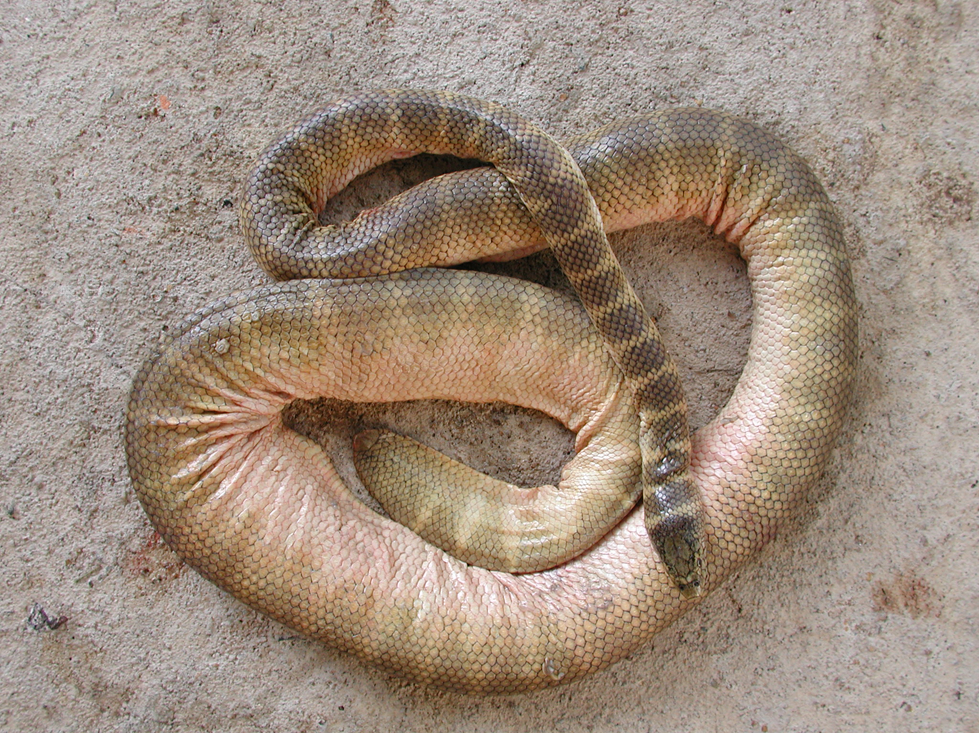
Vodnář Belcherův

Ovšem člověku nejnebezpečnější, tj. hadi s nejvíce oběťmi či největší úmrtnosti po uštknutí jsou v žebříčku jedovatosti až na dalších místech. Například až na čtrnáctém místě je had, který budí největší obavy a úmrtnost neléčených uštknutí je blízká 100 %. Jedná se o mambu černou (Dendroaspis polylepis) žijící v Africe. Smrtící účinek jedu mamby se zpravidla projeví od 15 minut do 3 hodin. Napadení člověka nejsou ve srovnání s následujícím hadem častá. Nejvíce lidských obětí má osmý nejjedovatější suchozemský had zmije paví žijící v Asii. Ač úmrtnost neléčených uštknutí je „jen“ asi 30 %, díky častým útokům na člověka v hustě obydlených oblastech (hojně se vyskytuje v Indii a dalších zemích) se špatnou dostupností lékařské péče, způsobí na světě nejvíce úmrtí ze všech hadů.
Za nejjedovatějšího hada světa byl dříve považován mořský had vodnář Belcherův (Hydrophis belcheri), ovšem poslední studie uvádí nižší jedovatost než nejjedovatější suchozemští hadi uvedení výše. Ať je pravda o jeho jedovatosti jakákoliv, mořští hadi mají pro uštknutí člověka malá ústa a nejsou příliš agresivní a pokud už uštknou, vpraví do rány obvykle malé množství jedu, proto mořští hadi nejsou pro člověka zdaleka tak nebezpeční jako suchozemští hadi. Výjimkou je vodnář kobří (Enhydrina schistosa), ten je agresivní a způsobí 90 % smrtelných útoků mořskými hady. Mořští hadi obvykle disponují velmi rychle působícím jedem především proto, aby jimi zasažená kořist nestihla uplavat daleko.

### Největší rozšíření jedovatých hadů
Primát v počtu jedovatých hadů má bezesporu Austrálie. Tento kontinent má bohatou a neobvyklou hadí faunu, která se diametrálně odlišuje od okolního světa – ostatně tak jako i ostatní fauna Austrálie. Ze 143 druhů zde žijících hadů je jenom 11 druhů užovkovitých, ačkoliv na všech ostatních kontinentech užovky dominují. Zato zde žije na 65 druhů korálovcovitých hadů, což je plná třetina jejich celosvětového počtu. Tito hadi využili vhodných podmínek a absenci přirozených predátorů a obsadili téměř každý volný biotop. Austrálie se tak stala kontinentem, kde se vyskytuje nejvíce druhů jedovatých hadů na světě.

### Nejdelší jedové zuby
Nejdelší jedové zuby mají zmijovití a chřestýšovití (Solenoglypha). Nacházejí se vpředu na horní čelisti, jsou duté jako injekční stříkačka a v klidu směřují dozadu. Jsou v tlamě složené téměř ve vodorovné poloze. Teprve při kousnutí, když had otevře tlamu, se zuby vztyčí do svislé polohy. Rekordmanem v délce jedových zubů je zmije gabunská (Bitis gabonica), která je mimochodem i nejmohutnější zmijí světa. Její zuby dosahují délky až 50 mm (některé prameny uvádějí dokonce až 70 mm). Díky své masivní stavbě její zuby snadno proniknou i tlustou kůží kořisti a had může vstříknout svůj jed.

### Největší imunita vůči hadímu jedu

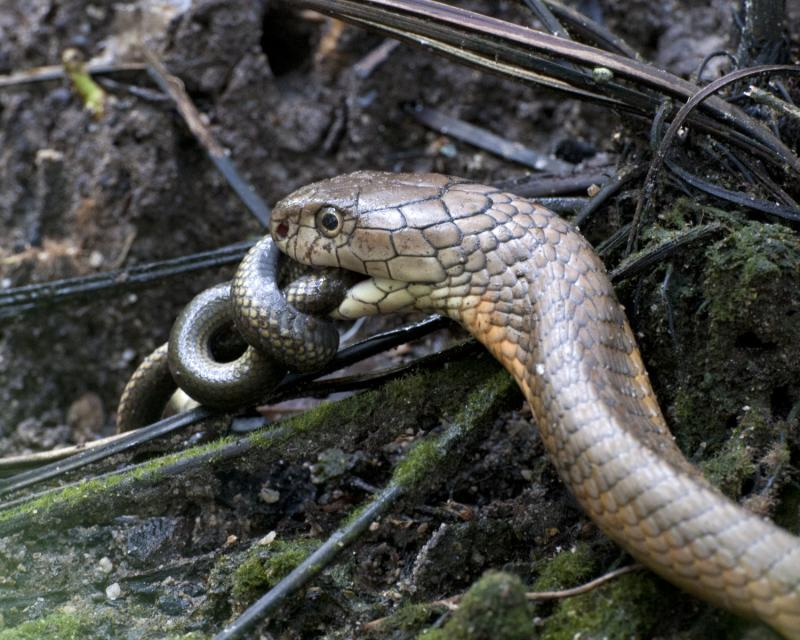
Kobra královská požírá jiného hada

Ze savců i plazů jsou přirozeně nejodolnější ty druhy, které se jedovatými hady přímo živí. Např. proti jedu kobry kapské (Naja nivea) je velice odolná promyka mungo, která snese dávku téměř 20 mg jedu tohoto hada. To představuje dávku asi 100 x větší, než jaká usmrtí morče o stejné hmotnosti. Nejodolnější ze savců vůči jedu korálovcovitých je však jihoafrická šelmička surikata (Suricata suricata), která je v poměru k hmotnosti 1000 x odolnější vůči jedu kobry, než třeba ovce. Surikata o hmotnosti pouhých 500 g snese bez jakýchkoli příznaků dávku až 10 mg jedu kobry kapské. Také ježek evropský (Erinaceus europaeus), který velice často loví zmije obecné (Vipera berus) je vůči jejich jedu velice odolný, a snese až 40 x větší dávku než morče. Značnou odolnost má též medojed kapský.
Z hadů jsou odolné opět druhy, lovící jedovaté hady. Např. americké korálovky (Lampropeltis) jsou více než 100 x odolnější proti jedu chřestýšů, než myš. Asi stejně odolná je jihoamerická musurana (Clelia clelia) a ještě několik druhů. Žádný živočich však není absolutně imunní vůči hadímu jedu a dokonce ani samotní jedovatí hadi nejsou úplně imunní vůči jedu vlastnímu. Jejich odolnost je ovšem velká – např. pakobra páskovaná (Notechis scutatus) je asi 180 000 x odolnější vůči vlastnímu jedu než morče, ale už jen 13 000 x odolnější proti jedu kobry indické (Naja naja). Velkou imunitu vůči hadímu jedu vykazuje i největší jedovatý had na světě – kobra královská (Ophiophagus hannah), která se specializuje výhradně na lov hadů, včetně jedovatých.

### Nejrychlejší had

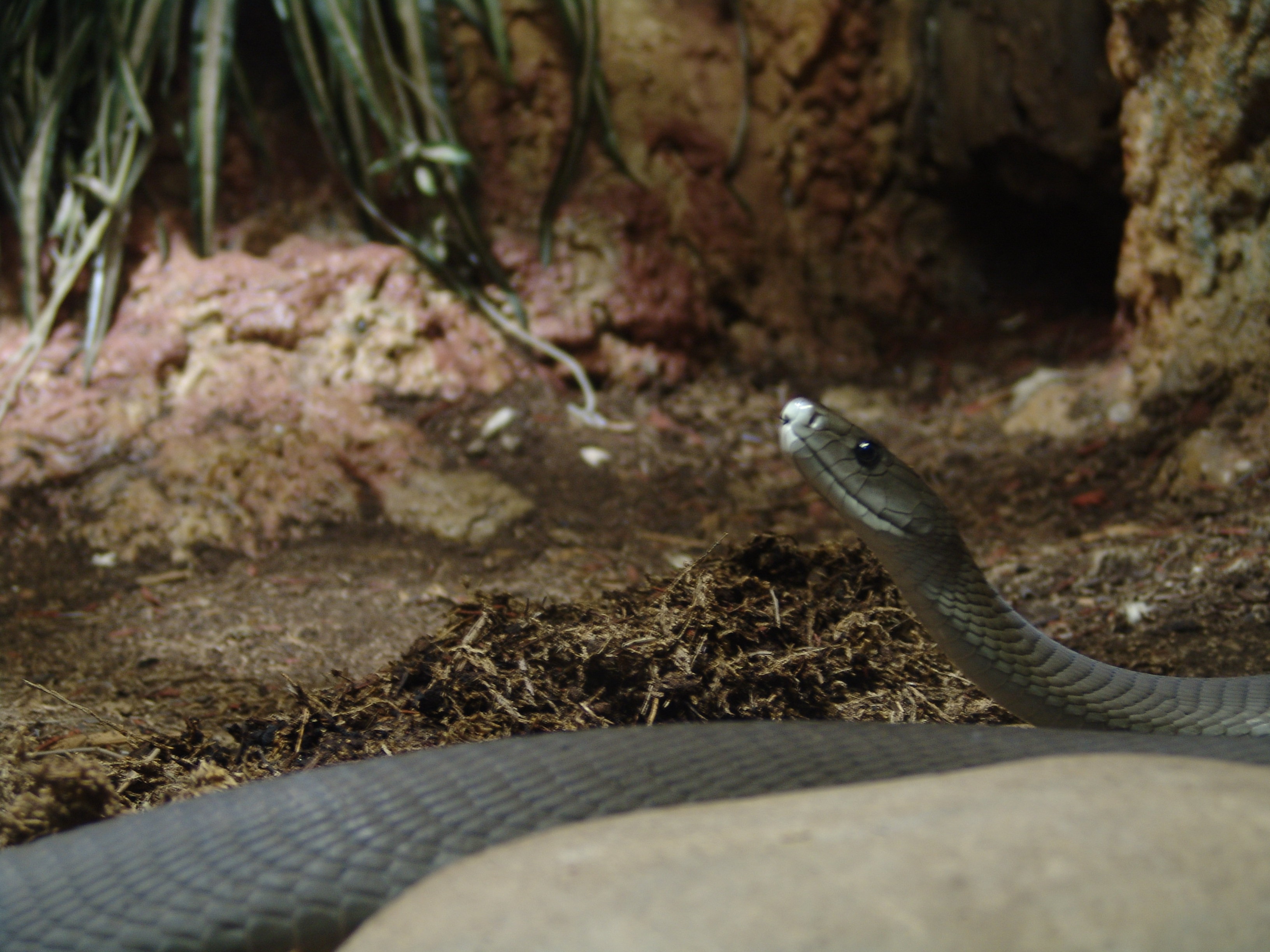
Mamba černá

Mamba černá (Dendroaspis polylepsis) z Afriky, je údajně nejrychleji se pohybujícím hadem na zemi. Umí vyvinout na krátkou dobu a vzdálenost rychlost 20 km/h. Nejrychleji plovoucími hady jsou mořští vodnáři z indopacifické oblasti. Jeden z nich, vodnář dvoubarevný (Pelamis platurus) dokáže krátkodobě při pronásledování kořisti plavat rychlostí až 16 km/h.

### Nejvýše žijící had
Hadi jsou závislí na teplotě okolního prostředí a vysoké nadmořské výšky jim tedy moc nevyhovují. Přesto se někteří hadi dokázali přizpůsobit i těmto podmínkám. Nejlépe se na horské prostředí dokázali adaptovat zmije a chřestýši. Např. zmije obecná (Vipera berus) žije ve Skandinávii a v Alpách ve až výšce 3000 m a středoamerický chřestýš (Crotalus triseriatus) vystupuje až na hranici 4400 m. Absolutním rekordmanem je však jiný chřestýšovitý had, ploskolebec himálajský (Agkistrodon himalayanus), žijící na úpatí himálajských ledovců ve výšce až 4900 metrů nad mořem. Zmiji obecné (Vipera berus) navíc patří ještě jeden primát: jedná se o hada s nejsevernější oblastí výskytu – některé její populace ve Skandinávii zasahují až za polární kruh.

### Rekordmani v plavání
Všichni hadi bez výjimky umějí plavat. U mořských hadů je plavání samozřejmostí, ale i hadi suchozemští nebo stromoví jsou výbornými plavci. Hroznýš královský (Boa constrictor) doplaval z jihoamerického kontinentu až na ostrov Sv. Vincent, což je vzdálenost přes 320 km. Po tomto výkonu byl had ve velmi dobré kondici.

### Hladovění
Hadi po nasycení tráví pozřený úlovek několik dnů až týdnů (podle hmotnosti ulovené kořisti). Často však nezískávají potravu pravidelně a mnohdy jsou nuceni hladovět dlouhou dobu. Velcí hadi vydrží bez potravy mnohem déle. Dalším případem jsou hadi s extrémně pomalým metabolismem, kteří se pohybují velmi málo a pomalu a mají tak minimální spotřebu energie. Patří mezi ně např. africké zmije (gabunská, útočná) a další. Tito hadi i ve volné přírodě běžně hladoví stovky dní. V zajetí bylo zdokumentováno mnoho případů dlouhých půstů, například krajta tygrovitá světlá (Python molurus molurus) nepřijímala potravu 149 dní a přitom ztratila jen 10 % své hmotnosti. V pražské zoo nepřijímala potravu krajta mřížkovaná (Python reticulatus) 270 dní a přitom ztratila pouze 12 % své hmotnosti. Ve frankfurtské zoo nežrala krajta mřížkovaná (Python reticulatus) plných 570 dní, poté krátký čas potravu přijímala, aby se poté postila dalších 415 dní. Zmíněná zmije gabunská (Bitis gabonica) nežrala 679 dní a chřestýš brazilský (Crotalus durissus) 780 dní. Krajta písmenková (Python sebae) vydržela bez potravy 870 dní.
Světový rekord však drží krajta mřížkovaná (Python reticulatus), měřící 6,45 m o hmotnosti na začátku půstu 75 kg. Tento had nepřijímal potravu celých 910 dní, dokud nepošel. Po své smrti vážil pouhých 27 kg.

### Jednopohlavní had
Ne všichni hadi se pro úspěšné rozmnožení musí nutně pářit. V Indii, jihovýchodní Asii, ale také v jižní Africe a Austrálii žije druh primitivního hada – slepák brahmánský (Ramphotyphlops braminus), který je jediným známým, partenogeneticky se rozmnožujícím hadem na světě. U tohoto druhu se vyskytují pouze samice, které v době dospívání začnou automaticky klást oplozená vejce, aniž se předtím pářily. Z těchto vajec se však vylíhnou zase jenom samice, které jsou dokonalými genetickými kopiemi svých matek. Tato zajímavá hříčka přírody však nemá z dlouhodobého hlediska příliš naděje na úspěch. Genetická variabilita, tak důležitá pro přizpůsobování měnícím se životním podmínkám, zde totiž úplně chybí.